# Roger Tallroth
Roger Tallroth (* 28. srpna 1960 Heby, Švédsko) je bývalý švédský zápasník, reprezentant v zápase řecko-římském. V roce 1984 vybojoval na olympijských hrách v Los Angeles stříbrnou medaili ve váhové kategorii do 74 kg, na hrách v Soulu o čtyři roky později skončil ve stejné kategorii na 7. místě.